# Арнольд Брешіанський

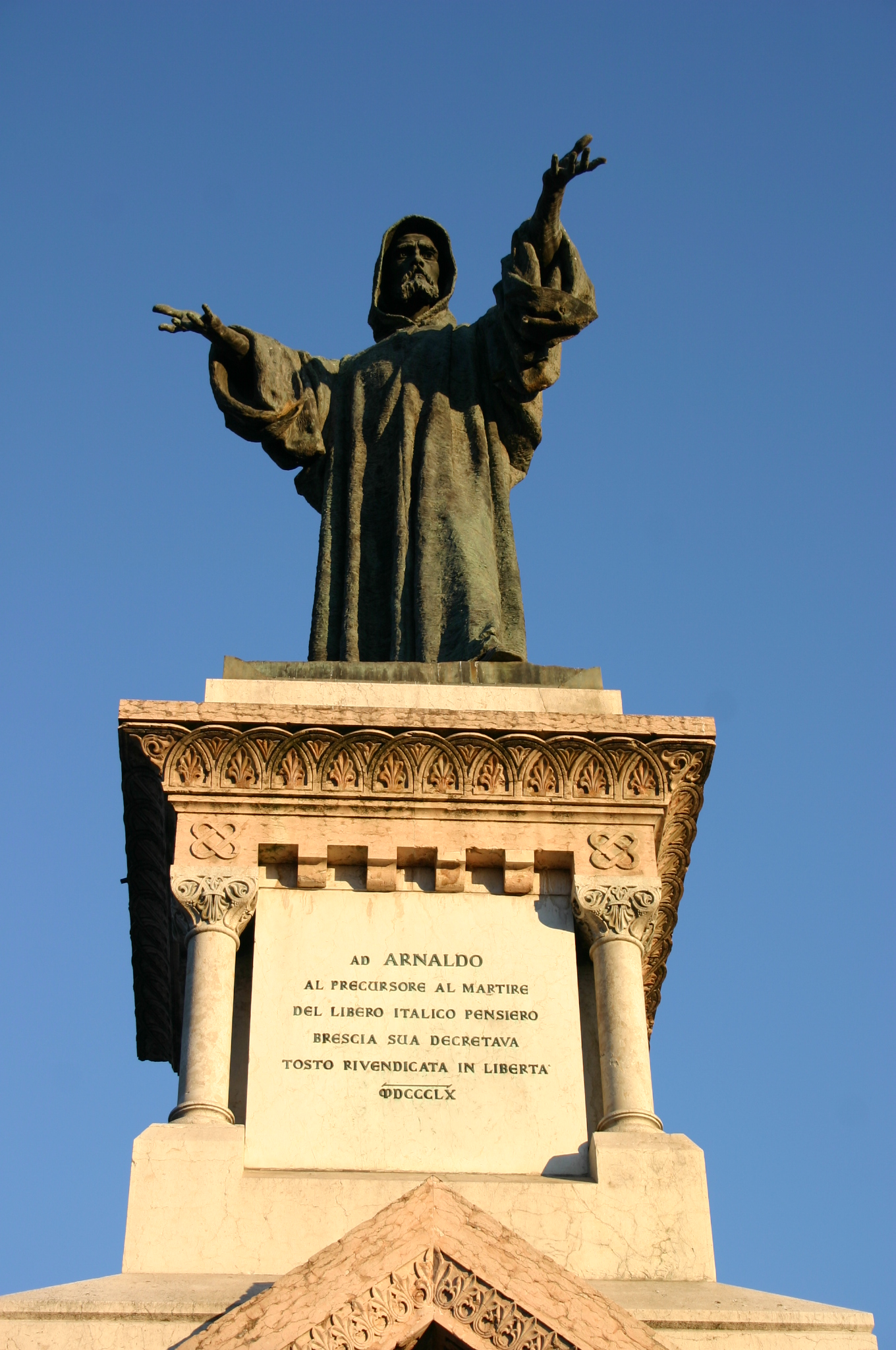
Арнольд Брешіанський

Арно́льд Брешіа́нський (бл. 1100, Брешія — 18 червня 1155) — італійський церковний реформатор і політичний діяч. 
Народився в Брешії (Італія), вчився у Франції у відомого тогочасного філософа Абеляра. Повернувшись до рідного міста вже священиком, Арнольд Брешіанський очолив боротьбу міщан проти сеньйора-єпископа. За це Другий Латеранський собор в 1139 році позбавив його посади і вигнав з Італії. Знову опинившись у Франції, він, разом з Абеляром, повів боротьбу проти найвищих ієрархів церкви, лідером яких був Бернард Клервоський.
Арнольд Брешіанський проповідував, що духовні особи не повинні володіти багатствами та світською владою. Він звинувачував Папу, єпископів, абатів у розкоші, блуді, сприянні грабункам та вбивствам, симонії. Його ідеалом було раннє християнство, бідна але непорочна церква. Тож він вимагав позбавити папу римського світської влади, відібрати церковні землі і створити «бідну церкву».
В 1140 році Папа засудив погляди Абеляра та Арнольда Брешіанського як єресь і наказав запроторити обох до монастиря, а їх книжки спалити. Арнольд змушений був покинути Францію і декілька років прожив у Цюриху, де проповідував своє вчення. Звідти його вигнали за наполяганням Бернарда Клервоського. В 1145 році Арнольд Брешіанський прибув до Папи Євгенія ІІІ і вимолив у нього прощення, поклявшись у вірності церкві. Завдяки цій поїздці, він опинився у Римі, жителі якого в 1143 році повстали проти свого сеньйора–Папи і проголосили республіку.
В Римі Арнольд Брешіанський знову почав пропагувати свої старі погляди. Його проповіді користувалися величезною популярністю. Не займаючи ніяких постів, Арнольд фактично став ідеологом та керівником республіки, а відповідно й головним ворогом вигнаного з міста Папи. В 1155 році, через чотири дні після накладення на Рим інтердикту, римський сенат був змушений виконати вимогу Папи і вислати Арнольда Брешіанського, який втік на північ Італії. Там він потрапив у полон до Фрідріха І Барбаросси, який, за наполяганням Папи Адріана IV, відправив Арнольда назад до Риму. 18 червня 1155 року Арнольда Брешіанського стратили. Спершу його повісили, потім спалили тіло, а попіл викинули у Тибр, аби його численні послідовники не змогли віддавати шану його останкам.